# Pallacanestro Brindisi
La Pallacanestro Brindisi (precedentemente Libertas Brindisi) è stata una società di pallacanestro della città di Brindisi. Nel corso della sua storia ha partecipato a un campionato di Serie A1.

## Storia

### Gli inizi: La Libertas Brindisi dei Fratelli Trabacca, Beppe Todisco e Elio Pentassuglia

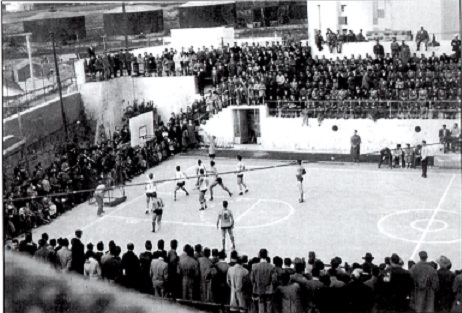
La Libertas Brindisi alla Palestra Galiano (1956)

I gruppi sportivi Libertas nacquero in Italia nell'immediato dopoguerra fortemente voluti dalla Democrazia Cristiana, non solo per fini sociali e ricreativi ma anche propagandistici e politici. Non si può negare, d'altronde, il fondamentale supporto che diedero queste iniziative allo sviluppo dello sport nell'Italia della ricostruzione e negli ideali e nelle speranze delle nuove generazioni postbelliche. La Polisportiva Libertas Brindisi nacque nel 1945, tra le altre attività quella della pallacanestro partecipò al primo campionato di pallacanestro organizzato nel dopoguerra dalla FIP a livello regionale .
I Fratelli Trabacca furono tra i promotori a Brindisi di questo sport. Nei primi anni di vita della Libertas Brindisi l'attività agonistica non era organizzata in modo continuativo anche se si contano un paio di partecipazioni nei campionati di Serie C. Con l'avvento di Elio Pentassuglia e Beppe Todisco e con una struttura societaria più solida la Libertas Brindisi iniziò la scalata alle categorie nazionali. Nel 1953 venne ammessa a partecipare alla Serie C. Il primo impianto di gioco era il campo della "Gioventù Italiana" di via Maglie, scoperto e con terreno in asfalto, più conosciuto con il nome di Palestra Galiano, 400 posti ufficiali di capienza, insufficiente a contenere la passione brindisina verso questo sport.
Nella stagione 1953-54, la promozione in Serie B, la Libertas vinse il girone regionale con 9 vittorie e un pareggio (consentito dal regolamento di allora) su 12 partite e poi in una seconda fase interregionale superò la Cestistica Foggia, il CUS Napoli e il CUS Palermo. Gli artefici di questa storica promozione furono: Pentassuglia, Pavone, Velardi, Vonghia, Portaluri, Amoruso, Donati, Donativi, l'americano Riesberg ed il panchinaro Alessi, ancora allenati da Todisco.
La stagione 1956-57 fu quella della promozione in Serie A, allora il secondo livello del campionato nazionale di basket (al di sopra c'era il torneo denominato Elette). La Libertas Brindisi dominò il girone D meridionale con 11 vittorie su 14 partite. Poi, con la promozione in tasca, partecipò al girone nazionale con le vincenti degli altri gironi per il titolo nazionale vinto alla fine dal Petrarca Padova. Della formazione che fu promossa in Serie B nel 1954 rimasero Pentassuglia, Vonghia, Portaluri, Velardi (il primo pivot proveniente da Brindisi), Donativi, più i nuovi Fazzina, Melone e Antonucci, guidati sempre da Beppe Todisco.

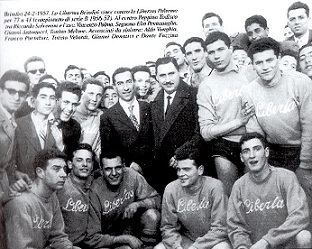
La Libertas Brindisi promossa in Serie A

Dopo alcuni anni di consolidamento sempre nella Serie A, La Libertas, nella stagione 1961-62, affrontò il nuovo campionato nel nuovo impianto di gioco, dal campo della Galiano alla palestra Coni di Via Ruta, un palazzetto al coperto con circa 1200 posti di capienza, costruito con soldi pubblici grazie ai finanziamenti per le Olimpiadi di Roma 60 e Pentassuglia era nel doppio ruolo allenatore-giocatore ancora per un anno poi si trasformerà definitivamente in allenatore a tempo pieno. La stagione successiva 1962-63 iniziò in modo drammatico con la morte per incidente stradale di Gianni Donativi che nel frattempo insieme a Vonghia si erano trasferiti nella vicina Monopoli. Questa stagione, però, finì in crescendo con nove successi consecutivi, 15 vittorie su 18 partite e la vittoria del girone dopo uno spareggio con Pozzuoli. Per arrivare però all'Elette, la squadra doveva affrontare una seconda fase, in concentramento a quattro con le vincenti degli altri gironi, la Goriziana, il Gira Bologna e la Marina La Spezia: le prime tre erano ammesse alla categoria superiore. Ma Brindisi venne sonoramente bocciata: perse tutte le partite piuttosto nettamente, surclassata dagli avversari e sancendo l'inferiorità del girone meridionale dell'allora campionato di Serie A. Il roster di quell'anno veie i nomi dei fratelli Giuri, di cui Enzo è il capitano, Musci, Pennetta, Aversa, Calavita, Mellone, Salvemini, Vito e Antonio Guadalupi, Primaverili e Calderari, miglior marcatore con 418 punti.
La stagione 1966-67 venne ricordata per la conquista del titolo nazionale allievi, che sanciva, attraverso numerose partecipazioni alle finali nazionali sia degli juniores che degli allievi, l'avanguardia a livello nazionale dell'attività giovanile brindisina fino ad allora limitata a livello regionale.
La stagione 1968-69, la tredicesima consecutiva nella seconda serie nazionale ora ridenominata Serie B, venne affrontata dalla Libertas Brindisi con ambizioni fondate di promozione. Inoltre, era presente nella stessa categoria l'ASSI Brindisi, seconda formazione della città. La Libertas vinse 18 delle 22 partite giocate e con 36 punti andò allo spareggio promozione contro la Brill Cagliari, che si disputò a Napoli e che vide il primo esodo brindisino della storia, seguito poi negli anni successivi da molti altri, con circa 1.500 tifosi. la Libertas Brindisi venne sconfitta 62-56.
La stagione 1973-74 fu la prima stagione senza Pentassuglia allenatore che si trasferirà a Napoli in una dimensione più professionistica, la squadra passò in mano a Lillo Primaverili allievo del Penta. La Libertas disputò un buon campionato, ma senza ambizioni di promozione: il quarto posto conquistato con 15 vittorie e 7 sconfitte permetterà la stagione successiva 1974-75, con la riforma dei campionati, di accedere di nuovo alla Serie l'A2, sempre secondo livello nazionale. Arrivò l'americano Larry Williams proveniente dalla Kansas State University. Dopo una prima fase della stagione deludente, la squadra si riprense nella seconda fase di classificazione dove riuscirà a salvarsi a scapito della Fag Napoli e della Moretti Chieti che disputeranno gli spareggi per la salvezza.
Le prestazioni della Libertas Brindisi erano in fase calante, a causa della poca disponibilità economica, i migliori giocatori si trasferirono verso piazze più ricche e i ricambi non sono all'altezza dei precedenti. La stagione 1975-76 ricalca la precedente: deludente all'inizio nella prima fase e in crescendo nella fase di classificazione con sofferta salvezza.
La stagione 1976-77 fu l'ultima con il nome Libertas, con la società ormai in piena crisi economica. A ciò si aggiunse l'infortunio a causa di un incidente stradale del nuovo americano David Vaughn per il quale il regolamento dell'epoca non permetteva la sostituzione. Si concluse il campionato con 3 sole vittorie su 36 partite tra stagione regolare e fase di classificazione, con ultimo posto e con la retrocessione in serie B, allora terzo livello nazionale.

### La Pallacanestro Brindisi e gli anni della Serie A

Claudio Malagoli al tiro (1981)

Con la scomparsa del massimo dirigente Buscicchio e con il defilarsi dell'On. Caiati, patron dell'ex Libertas si cambiò ragione sociale, da Libertas Brindisi a Pallacanestro Brindisi, con i colori sociali che passarono dal giallonero al biancazzurro (colori ufficiali della città di Brindisi). Cambiò pure dirigenza, un gruppo di nuovi dirigenti tra ex giocatori e professionisti capeggiati dall'Avv. Mario Scotto Di Marco.
Nella stagione 1977-78 sempre con Primaverili in panchina, la squadra sfiorò la promozione in Serie A2 giungendo terza nel girone A di Poule promozione dietro le promosse Juve Caserta e Banco Roma dopo una sconfitta bruciante all'ultimo secondo in casa contro quest'ultima.
L'anno successivo, il 1978-79, sempre guidati da Primaverili, venne sconfitta nella finale playoff dal Basket Fabriano.
Al terzo tentativo nella stagione 1979-80, grazie anche al nuovo acquisto Claudio Malagoli, uno dei più forti tiratori italiani dell'epoca, riuscì a centrare la promozione. La squadra allenata da Piero Pasini, dominò il campionato e vinse le finali playoff contro il Napoli Basket in tre combattutissime partite.
Nell'estate successiva a tempo di record venne costruito il nuovo palazzetto dello sport capace di contenere 4.000 spettatori.
Anche la stagione 1980-81 fu esaltante, grazie al trio degli americani Otis Howard, Rich Yonakor e Claudio Malagoli la Pallacanestro Brindisi, senza l'ausilio di uno sponsor, riuscì a raggiungere per la prima volta nella sua storia il massimo campionato nazionale, la Serie A1 e grazie alla formula vigente approdò ai play-off scudetto dove venne battuta negli ottavi di finale dalla Synudine Bologna.

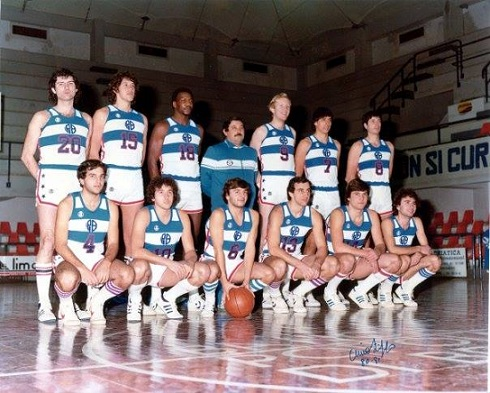
Pallacanestro Brindisi 1980-81 promossa in Serie A1

Nella stagione della Serie A1, con la sponsorizzazione Bartolini Trasporti l'allenatore era l'italo americano Rudy D'Amico fresco campione d'Europa, però oltre ai "tre americani" il blocco degli italiani non era all'altezza della categoria e dopo un solo anno la squadra retrocesse in Serie A2. Per gli ottimi risultati raggiunti e per essere allora l'unica squadra del Mezzogiorno in serie A, la squadra venne soprannominata Stella del Sud. Un ricordo indelebile di quell'anno fu sicuramente la straordinaria partita vinta in casa all'ultimo minuto con la Billy Milano, capeggiata da Mike D'Antoni e Dino Meneghin e allenata da Dan Peterson.
La stagione 1982-83 oltre al ritorno nella serie inferiore vide anche un altro ritorno, più illustre, di Elio Pentassuglia che dopo i successi a Napoli, Rieti e Varese torna nella sua Brindisi e condusse la squadra ad un soffio da un pronto ritorno nella massima serie. Anche nella stagione successiva Brindisi sfiorò la promozione malgrado la cessione di Malagoli.
La stagione 1984-85 sempre con Elio Pentassuglia, fu una stagione deludente conclusa con una sofferta salvezza. Nella successiva stagione 1985-86 i problemi tecnici ed economici aumentarono, ad essi si aggiunse una buona dose di sfortuna con l'infortunio a Tony Zeno. La Rivestoni Brindisi guidata prima da Nico Messina e poi Giovanni Rubino concluse ultima, retrocedendo in Serie B d'Eccellenza.
La stagione 1986-87, con lo sponsor Ifil, vide il ritorno del derby cittadino contro l'ASSI Brindisi (divenuta Azzurra Brindisi). Sarà comunque una stagione deludente, con la squadra che non riuscirà per un soffio a centrare la promozione. Fu l'epilogo della società: di lì a qualche mese, rinunciò all'iscrizione al campionato, scomparendo dopo oltre 40 anni di attività cestistica.

## Allenatori
- 1953-1957: Giuseppe Todisco (35 v./5 n./22 p.)
- 1957-1973: Elio Pentassuglia (170 v./146 p.)
- 1973-1979: Nicola Primaverili (85 v./100 p.)
- 1979-1981: Piero Pasini (50 v./14 p.)
- 1981-1982: Rudy D'Amico (8 v./24 p.)
- 1982-1985: Elio Pentassuglia (49 v./41 p.)
- 1985-1986: Nico Messina (6 v./12 p.)
- 1986: Giovanni Rubino (3 v./12 p.)
- 1986-1987: Elio Pentassuglia (18 v./9 p.)

## Giocatori

### Migliori marcatori Libertas/Pallacanestro Brindisi
| Pos. | Naz.                   | Nome                | Punti | Pres. | Media |
| ---- | ---------------------- | ------------------- | ----- | ----- | ----- |
| 1.   | Italia (bandiera)      | Claudio Calderari   | 4487  | 283   | 15,9  |
| 2.   | Italia (bandiera)      | Piero Labate        | 3961  | 372   | 10,7  |
| 3.   | Italia (bandiera)      | Claudio Malagoli    | 3859  | 156   | 24,7  |
| 4.   | Stati Uniti (bandiera) | Otis Howard         | 3366  | 126   | 26,7  |
| 5.   | Italia (bandiera)      | Maurizio Solfrizzi  | 2251  | 142   | 15,9  |
| 6.   | Stati Uniti (bandiera) | Tony Zeno           | 2222  | 75    | 29,6  |
| 7.   | Italia (bandiera)      | Vincenzo Giuri      | 1757  | 207   | 8,5   |
| 8.   | Italia (bandiera)      | Elio Pentassuglia*  | 1590  | 110   | 14,5  |
| 9.   | Stati Uniti (bandiera) | Larry Williams      | 1505  | 66    | 22,8  |
| 10.  | Italia (bandiera)      | Francesco Fischetto | 1254  | 200   | 6,3   |

- Non si dispone dei tabellini delle stagioni 53/54 e 54/55.

- Piero Labate: 372 pr.
- Claudio Calderari: 283 pr.
- Carmine Spinosa: 208 pr.
- Francesco Fischetto: 200 pr.
- Vittorio Sangiorgio: 199 pr.

- Giocatore con maggior nr punti fatti in partita: Dan Caldwell 52 p. in Rivestoni Brindisi-Segafredo Gorizia 94-92 del 23/2/1986
- Più punti fatti: 137 p. in Arredamenti Palermo Brindisi - Italcable Perugia 137-101 del 20/4/1980
- Più punti subiti: 132 p. in Giomo Venezia - Rivestoni Brindisi 132-97 del 13/4/1986
- Vittoria con maggior scarto: 106-29 in Libertas Brindisi-Cestistica Palermitana del 15/4/1962
- Sconfitta con maggio scarto: 95-43 in Gira Bologna - Libertas Brindisi del 9/6/1963

## Sponsor
- Arredamenti F.lli Palermo: 1979/80
- Bartolini Trasporti: 1981/84
- Landsystem: 1984/85
- Rivestoni vernici: 1985/86
- IFIL investimenti & leasing: 1986/87